# Canon de 194 mm GPF

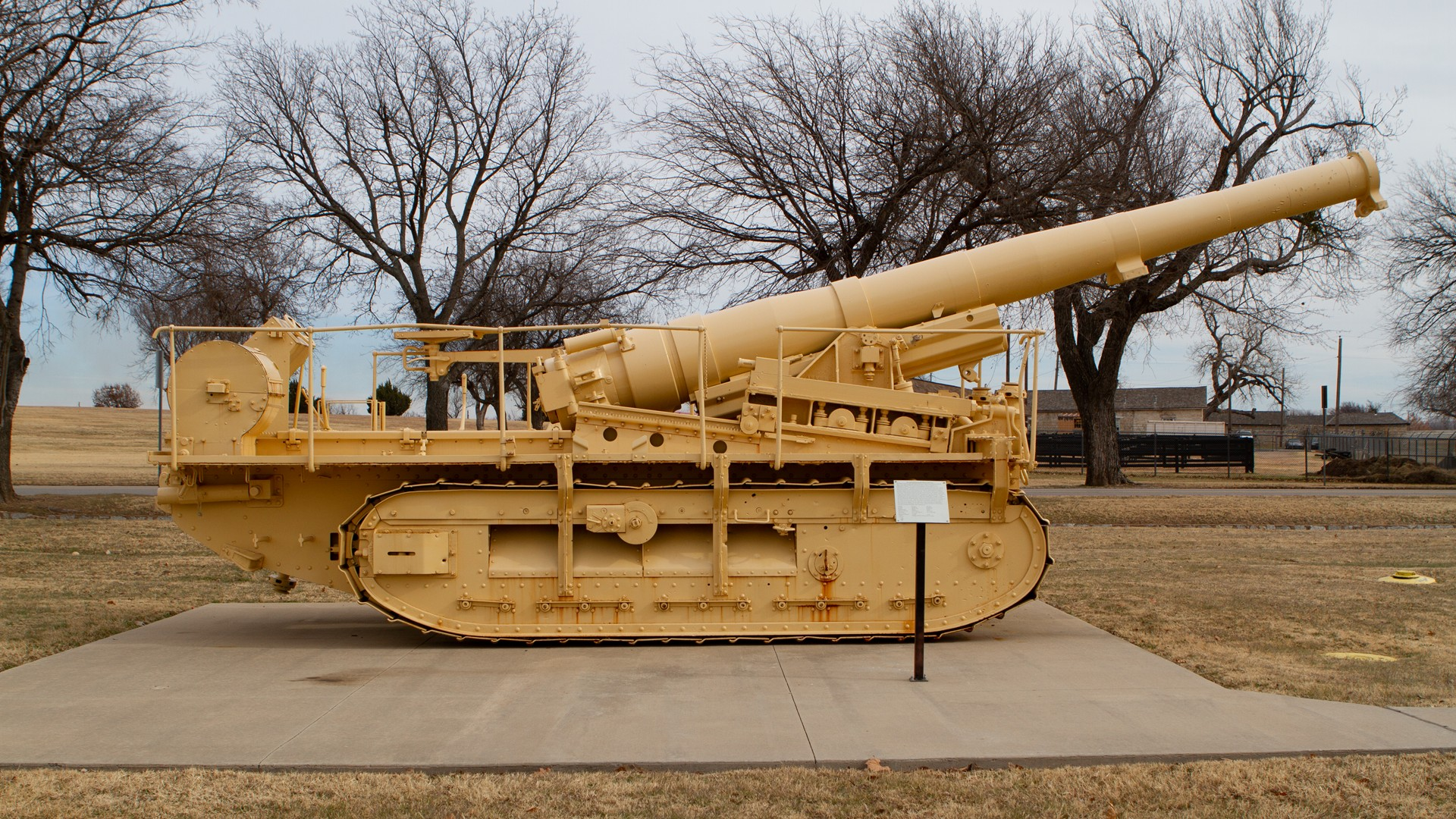
19,5 cm Kanone GPF Selbstfahrlafette

Das Geschütz Canon de 194 mm GPF sur Chenilles war eine französische Kanone entwickelt im Ersten Weltkrieg. Außergewöhnlich ist, dass das Geschütz auf ein Fahrgestell mit Kette gesetzt wurde. GPF steht für „Grand Puissance, Filloux“, was ein Geschütz mit hoher Leistung bezeichnete.

## Entwicklung
Schon im Ersten Weltkrieg unternahmen französische Konstrukteure Versuche, Geschütze mobiler zu machen. Der Holt-Traktor hatte sich bereits als Zugmaschine für schwere Geschütze bewährt.
Der Erfinder der Canon de 194 GPF war Colonel Filloux. Filloux nutzte die Oberlafette des 155-mm-Geschützes und montierte eine 194 mm Kanone darin. Diese Konstruktion wurde auf das Fahrwerk des Holt Kettenschlepper gesetzt, ähnlich wie bei dem St.-Chamond 280-mm-Mörser. Es stellte sich heraus, dass die Motorleistung für das Gesamtgewicht der Konstruktion aus Geschütze und Fahrzeug zu gering war, sobald es nicht mehr auf der Straße bewegt wurde.
Um Gewicht zu sparen wurde der Motor ausgebaut und das Geschütz in zwei Teillasten transportiert. Statt wieder zu einer Räderlafette für die Waffe zurückzukehren, blieb man bei der Kettenlafette. Hierdurch hatte das schwere Geschütz einen besseren Stand. Zusätzliche Stützstreben erhöhten die Stabilität noch weiter.

## Geschichte
Die Produktion der Selbstfahrlafette begann im April 1918. Zwei Tage vor dem Waffenstillstand, wurde das Fahrgestell ohne das Geschütz in Saint-Chamont Fabrik getestet. Im Juni 1919 wartete man noch immer auf einige Teile der Waffe, die von Puteaux geliefert werden sollten.
In den Jahren zwischen den Weltkriegen war ein Artillerie-Regiment in Valence, das auch 280 mm Selbstfahrlafetten hatte, damit ausgerüstet.
Bei Beginn des Zweiten Weltkriegs verfügten die französischen Streitkräfte über 36 dieser 19,4 cm Selbstfahrlafetten. Einige davon wurden von den deutschen Truppen erbeutet. Mindestens 3 wurden als 19.4 cm Kanone 485 (f) auf Selbstfahrlafette 1942 in der Sowjetunion zum Einsatz gebracht.
Auch die italienische Armee verfügte über dieses Geschütz, das dort als Küstenartillerie bei Rom als Cannone da 194/32 stationiert war.
Die Geschütze wurden weiterhin auf der deutschen Seite, möglicherweise nach Ausfall der Fahrgestelle, in neuen Lafetten als 19,4 cm Kanone 585 (f) in Dänemark zum Küstenschutz eingesetzt.
Ein erhaltenes Exemplar kann heute im U.S. Army Artillery Museum in Fort Sill, Oklahoma besichtigt werden.

## Technische Daten
- Kaliber: 194 mm
- Gewicht: 15.600 kg
- Höhenrichtbereich: 0°–35°
- Seitenrichtbereich: 55°
- Mündungsgeschwindigkeit: 640 m/s
- Höchstschussweite: 18.300 m